# Philoponella lingulata
Philoponella lingulata är en spindelart som beskrevs av Dong, Zhu och Yoshida 2005. Philoponella lingulata ingår i släktet Philoponella och familjen krusnätsspindlar. Inga underarter finns listade i Catalogue of Life.